# Догрі
До́грі (डोगरी ḍogrī) — мова догрів, поширена в північній Індії.
Генетично належить до індоарійських мов індоіранської підгрупи індоєвропейської мовної сім'ї. Мовами цієї групи говорить більшість населення Північної Індії та Пакистану, серед них мови гінді, урду, панджабі, маратхі, орія, бенгалі та ін.
У минулому мова догрі розглядалася як діалект мови панджабі, але сьогодні визнається самостійною мовою та користується підтримкою держави як літературна мова.

## Райони поширення
Догрі поширена переважно в області Джамму на південному заході північноіндійського штату Джамму та Кашмір, центром якої є однойменне місто Джамму. Цією мовою розмовляють окрім того в сусідніх районах індійських штатів Гімачал-Прадеш та Пенджаб і Пакистану.

## Класифікація
Догрі є однією з пагарських мов, що утворюють північну зону індоарійської групи. Цими мовами говорять у нижніх Гімалаях від Кашміру на північному заході до Непалу на південному сході.
Пагарські мови поділяються на 3 групи: західну (група діалектів, поширених переважно в штаті Гімачал-Прадеш), центральну (мови кумаоні та ґархвалі в індійському штаті Уттаракханд) та східну (непальська мова та споріднені з нею діалекти). Догрі [dgo] належить до західної групи. Найближче до неї стоїть мова кангрі [xnr] (захід Гімачал-Прадешу), обидві вважаються діалектами однієї макромови догрі [doi]. Незважаючи на схожість і спорідненість, кожна з цих мов розвивається власним шляхом, і їх носії не вважають догрі та кангрі однією мовою.

## Короткий опис
Типологічно догрі є ізолюючою, аналітичною флективною мовою.
Вона має 10 голосних і 28 приголосних фонем, що відзначаються такими показниками як довжина, наголос, тон і злиття. Приголосні поділяються на глухі та дзвінкі, звичайні та придихові (аспіровані). Характерними є такі регулярні явища фонетичних змін як назалізація, палаталізація, церебралізація (ретрофлексація), метатеза.
Словниковий запас догрі містить переважно слова, що походять зі санскриту, однак ця мова має також численні запозичення з арабської, перської, англійської та тюркських мов.

## Писемність
Догрі має дуже давню традицію усної літератури, але як письмова література вона є досить недавнім явищем.
У другій половині XIX ст. догрі записували за допомогою власної абетки під назвою такрі. Це складове письмо типу абугіда, різновид шарада. Проте сьогодні перевага надається шрифтові деванаґарі. Вживається також перський шрифт насталік, що походить з арабського алфавіту. Існують спроби відновити використання такрі.

## Діалекти
Окремі регіони поширення догрі відрізняються своєю вимовою, але носії всіх діалектів добре розуміють один одного. Середня лексична схожість між ними перевищує 80 %.
Стандартом літературної мови визнаний діалект міста Самба. Більшість догрів доброзичливо сприймає цей факт. Більш поширеним є діалект сусіднього міста Джамму, але він зазнав сильного впливу з боку гінді.

## Статус мови
У штаті Джамму та Кашмір догрі з 1950 року визнано офіційною мовою.
22 грудня 2003 року мова догрі була включена до 8-го списку Конституції Індії й, таким чином, стала однією з 22 офіційних мов країни. Як наслідок, догрі стала мовою державних установ, видавничих, наукових і дослідницьких центрів. Центральний інститут індійських мов (англ. Central Institute of Indian Languages) підготував керівництва з нормалізації граматики догрі, на державному рівні ведеться підготовка спеціалістів з викладання догрі, догрі стала мовою шкільного навчання в штаті Джамму та Кашмір, її вивчають в університеті Джамму (англ. Jammu University), нею ведуться програми радіо й телебачення. За урядової підтримки була здійснена розробка комп'ютерного програмного забезпечення мовою догрі. Був також розроблений і став доступним онлайновий догрі-англійський словник.

## Чисельність носіїв
За даними перепису населення в 2001 році в Індії мовою догрі говорило 2 282 589 осіб, у тому числі в штаті Джамму та Кашмір 2 205 560 осіб, в штаті Гімачал-Прадеш 18 777 осіб, в штаті Пенджаб 18 034 особи, ще 40 218 осіб в інших штатах.

## Використання мови
Соціологічні дослідження, проведені в області Джамму в 2003 році, засвідчили позитивне ставлення догрів до рідної мови. Переважна більшість користується нею в повсякденних ситуаціях, догрі домінує в усіх сферах життя народу. Більше 90 % спілкуються на догрі зі своїми батьками, сусідами, односельцями, людьми з інших сіл. Для більшості дітей догрі є першою мовою. 94 % опитаних, незалежно від віку, статі та освіти, висловили бажання, щоб майбутні покоління народу й надалі продовжували говорити мовою догрі.

## Історія
Мова догрі бере свій початок від давніх індоарійських мов: ведійського санскриту та класичного санскриту. Як і інші сучасні індоарійські мови, вона пройшла через середньо-індоарійську (пракритську) стадію розвитку. Її фонетична структура вказує на спорідненість з пракритом шаурасені, мовою, поширеною раніше на півночі Індії.
Перша згадка про мову догрі належить індійсько-перському поету Аміру Хусро (1253–1325). У своїй праці, написаній 1317 року, він перераховує північно-індійські мови, що існували на той час. Окремі слова з догрі відомі за написами, що датуються XII століттям.
Проте найдавнішим літературним твором, написаним мовою догрі, є переклад з перської мови, створений лише в другій половині XVIII століття. На початку XIX століття з'явилися перші ліричні твори на догрі. За часи правління магараджи Ранбір Сінґха (1856—1885) догрі стає однією з офіційних мов князівства Джамму та Кашмір. Саме тоді була створена абетка такрі. Мовою догрі були видані оригінальні твори й переклади в різних галузях науки, права, медицини, освіти, військової справи.
Після Ранбір Сінґха догрі відійшла у бік, і настав період темряви для цієї мови. Догрі вважалася мовою грубих і неосвічених людей. Тривале нехтування й байдужість до неї з боку офіційної влади сформувало серед догрів почуття неповноцінності, коли йшлося про їх рідну мову.
Справжня жива й різноманітна література мовою догрі стала з'являтися лише в 40-і роки XX століття. Кількість і тематика творів швидко зростала, що створило передумови для визнання цієї мови офіційною. Провідна роль у відродженні догрі належала професорові Рам Натх Шастрі (1914-2009). Найпримітнішою сучасною представницею літератури догрі є письменниця Падма Сачдев (нар. 1940).